# Die Flucht aus dem goldenen Kerker
Die Flucht aus dem goldenen Kerker ist der zweite Teil des zweiteiligen Stummfilms Christian Wahnschaffe, den Urban Gad in Berlin 1920/21 für die Ende 1919 gegründete Terra Film realisierte. Der Titel des ersten Teils lautet Weltbrand (1920). Dem Drehbuch von Hans Behrendt und Bobby E. Lüthge lag der zweite Band des 1919 bei S. Fischer erschienenen Romans Christian Wahnschaffe von Jakob Wassermann zugrunde. Die Titelrolle spielte Conrad Veidt, seinen Widersacher, den brutalen Artisten Niels Heinrich, gab Werner Krauß.

## Handlung
Im zweiten Teil hat sich  Christian Wahnschaffe von allen irdischen Glücksgütern abgewendet und will sich, indem er unter Armen lebt, durch Armut kasteien. Doch am Schluss wird er schwer enttäuscht. Die Güte, die er selbst besitzt und für lebensnotwendig ansieht, kann er weder bei den Reichen noch bei den Armen wiederfinden:
Der Großbürgersohn Christian Wahnschaffe empfindet, obwohl oder gerade weil ihm an materiellen Gütern nichts fehlt, Überdruss am Leben. Als ein Freund ihn von einem Fest weg in ein Armenviertel führt, ist er zwar irritiert, fühlt sich gleichzeitig aber von diesem Gegensatz zu seinem bisherigen Leben auch angezogen.
Karen, eine Prostituierte, die von ihrem Zuhälter verprügelt wird, bringt er zu ihrer Mutter zurück, doch die ist eine Kupplerin. Bei ihr macht er die Bekanntschaft der jungen Ruth. Die ist im Viertel als Wohltäterin bekannt und verändert durch ihr Vorbild sein Leben radikal. Nun will Christian nur noch für sie und die Nächstenliebe leben.
Nachdem die todkranke Karen gestorben ist, stellt ihr Zuhälter nun Ruth nach. Die Perlenkette, die Christian der Dirne einmal gegeben hatte, schenkt er nun Ruth als Zeichen seiner reinen Liebe. Doch der Zuhälter, von Ruth abgewiesen, vergewaltigt und tötet sie aus Habgier und Eifersucht. Als ihn die wütende Menge fassen will, erschießt er sich.

## Hintergrund
Die Filmbauten schuf Robert A. Dietrich.  Für die Photographie zeichnete Willy Hameister verantwortlich. Produktionsfirma war die Terra Film AG Berlin, deren Vertriebsorganisation auch den Erstverleih übernahm.
Der Film lag am 17. März 1921 der Prüfstelle vor und wurde unter der Prüf-Nr. O.B.2521 für Jugendliche verboten. Auch ein weiterer Prüftermin am 19. März 1921 bestätigte unter der Nr. B.01611 das Jugendverbot.
Der Film wurde am 30. März 1921 im Scala-Palast in der Lutherstraße 22/24 in Berlin-Charlottenburg uraufgeführt. Die Musik zur Uraufführung komponierte und dirigierte Kapellmeister Alexander Schirmann. Der Kinostart war am 1. April 1921 in Berlin im Motivhaus Hardenbergstraße.
In Dänemark wurde der Film unter dem Titel Ud af det gyldne Bur am 14. November 1921 erstaufgeführt.

## Rezeption
Der Film wurde rezensiert im Film-Kurier, Nr. 75 vom 31. März 1921, in der Lichtbild-Bühne, Nr. 14 vom 2. April 1921 und in Der Film, Nr. 14 vom 2. April 1921.